# Fusamen fructigenum
Fusamen fructigenum är en svampart som först beskrevs av Petter Adolf Karsten, och fick sitt nu gällande namn av Arx 1957. Fusamen fructigenum ingår i släktet Fusamen, divisionen sporsäcksvampar och riket svampar.   Inga underarter finns listade i Catalogue of Life.